# Liste der Alttestamentler der Universität Göttingen
Die Liste der Alttestamentler der Universität Göttingen erfasst Personen, welche einen Lehrstuhl für Altes Testament (AT) an der 1737 gegründeten Georg-August-Universität Göttingen innehatten. Das Fach Altes Testament war zunächst wie die Altorientalistik der Philosophischen, erst später der Theologischen Fakultät zugeordnet. 
Im späten 19., frühen 20. Jahrhundert war die Theologische Fakultät zeitweise durch die Religionsgeschichtliche Schule geprägt (im Fach Altes Testament: Bernhard Duhm). Im Lauf der 1920er Jahre verlor die Weimarer Republik in der Fakultät an Zustimmung. Fünf der zehn Göttinger Theologieprofessoren waren bereits 1932 Mitglied der NSDAP oder hielten den Nationalsozialismus mindestens für eine politische Option. Zu letzteren gehörte der Alttestamentler Johannes Hempel als Landesvorsitzender des Christlich-Sozialen Volksdienstes: Bei Vorbehalten gegenüber der Ideologie meinte er, dass der Nationalsozialismus der Kirche große Möglichkeiten biete. Die Theologische Fakultät war insgesamt marginalisiert, bei einbrechenden Studentenzahlen (Minimum: 7 Immatrikulierte im Sommersemester 1943); die Stellenbesetzungen erfolgten aber meist nach fachlichen, nicht parteipolitischen Gesichtspunkten, so auch im Alten Testament. Als Dekan dominierte der Kirchenhistoriker Emanuel Hirsch, der stark mit den Deutschen Christen identifiziert war, 1933 bis 1939 die Fakultät. Die Atmosphäre von Furcht und Denunziation veranlasste den Alttestamentler Friedrich Baumgärtel, einen Ruf an die Universität Erlangen anzunehmen.
Nach 1945 erfolgte ein grundsätzlicher Neuaufbau der Theologischen Fakultät mit Neubesetzungen der Lehrstühle durch Wissenschaftler, die der Bekennenden Kirche nahegestanden hatten und deshalb in der NS-Diktatur berufliche Nachteile hingenommen hatten (im Fach Altes Testament: Gerhard von Rad). Gerhard von Rad und Walther Zimmerli waren Alttestamentler, die zu einer neuen Blütezeit der Fakultät beitrugen.
| Bild | Name                      | Beginn | Ende | Beschreibung                                                                  |
| ---- | ------------------------- | ------ | ---- | ----------------------------------------------------------------------------- |
|      | Christian Ernst Simonetti | 1746   | 1748 | außerordentliche Professur für AT                                             |
|      | Thomas Christian Tychsen  | 1784   | 1788 | außerordentliche Professur für AT                                             |
|      | Johann Karl Volborth      | 1784   | 1788 | außerordentliche Professur für AT                                             |
|      | Thomas Christian Tychsen  | 1788   | 1834 | ordentliche Professur für AT                                                  |
|      | Heinrich Ewald            | 1835   | 1837 | ordentliche Professur für AT                                                  |
|      | Heinrich Ewald            | 1848   | 1868 | ordentliche Professur für AT                                                  |
|      | Hermann Schultz           | 1876   | 1888 | ordentliche Professur für AT                                                  |
|      | Bernhard Duhm             | 1877   | 1888 | ordentliche Professur für AT                                                  |
|      | Rudolf Smend              | 1889   | 1913 | ordentliche Professur für AT                                                  |
|      | Alfred Rahlfs             | 1901   | 1914 | außerordentliche Professur für AT Göttinger Septuaginta-Unternehmen (ab 1908) |
|      | Alfred Bertholet          | 1914   | 1928 | ordentliche Professur für AT                                                  |
|      | Alfred Rahlfs             | 1914   | 1919 | Honorarprofessur für AT                                                       |
|      | Alfred Rahlfs             | 1919   | 1933 | ordentliche Professur für AT                                                  |
|      | Hans Duhm                 | 1927   | 1934 | außerordentliche Professur für AT                                             |
|      | Johannes Hempel           | 1928   | 1937 | ordentliche Professur für AT                                                  |
|      | Friedrich Baumgärtel      | 1937   | 1941 | ordentliche Professur für AT                                                  |
|      | Gerhard von Rad           | 1946   | 1949 | ordentliche Professur für AT                                                  |
|      | Walther Zimmerli          | 1951   | 1975 | ordentliche Professur für AT                                                  |
|      | Kurt Galling              | 1955   | 1962 | ordentliche Professur für AT                                                  |
|      | Johannes Hempel           | 1955   | 1964 | Honorarprofessur für AT                                                       |
|      | Herbert Donner            | 1964   | 1968 | ordentliche Professur für AT                                                  |
|      | Rudolf Smend              | 1971   | 1998 | ordentliche Professur für AT                                                  |
|      | Lothar Perlitt            | 1975   | 1995 | ordentliche Professur für AT                                                  |
|      | Robert Hanhart            | 1977   | 1990 | außerordentliche Professur für AT                                             |
|      | Anneli Aejmelaeus         | 1991   | 2009 | ordentliche Professur für AT                                                  |
|      | Reinhard Gregor Kratz     | 1995   |      | ordentliche Professur für AT                                                  |
|      | Hermann Spieckermann      | 1999   | 2019 | ordentliche Professur für AT                                                  |
|      | Annette Steudel           | 2002   |      | außerordentliche Professur für AT                                             |
|      | Thilo Rudnig              | 2009   |      | außerordentliche Professur für AT                                             |
|      | Reinhard Müller           | 2019   |      | ordentliche Professur für AT                                                  |